# Mission Chicago
Mission Chicago var et angreb med svævefly som led i de amerikanske landsætninger i Normandiet før daggry på D-dag. Angrebet blev udført af dele af 101. luftbårne division tidligt om morgenen den 6. juni 1944. Det var en del af Operation Neptune, som var kodenavnet for selve landgangen i Operation Overlord
Operationen var oprindelig planlagt til at være 101. luftbårne divisions hovedangreb, men svævefly operationen blev i stedet de første forstærkninger efter hovedangrebet med faldskærmstropper (Mission Albany). Da divisionens ansvarsområde lå tæt på Utah Beach, blev indsatsen af svævefly begrænset og hovedparten af divisionens støtteenheder blev landsat fra havet. 

## Overblik
Den 101. luftbårne divisions opgave bestod i at sikre de fire adgangsveje til Utah Beach, ødelægge de tyske kystartilleribatterier ved Saint-Martin-de-Varreville, erobre bygninger i nærheden af Mezières, som mentes at være kaserne og kommandopost for artilleribatteriet, erobre 
slusen over Douve-floden ved la Barquette (overfor Carentan), erobre to gangbroer over Douve-floden ved la Porte overfor Brevands, ødelægge hovedvejsbroerne over Douve ved Sainte-Come-du-Mont og sikre floddalen ved Douve. 
Undervejs skulle enheder også afskære tyske kommunikationslinjer, etablere vejspærringer, der kunne hæmme tyske forstærkninger, danne en defensiv linje mellem brohovedet og Valognes, rydde området ved nedkastningsområderne ud til grænsens for enhedens indsatsområde ved Les Forges og skabe forbindelse til 82. luftbårne division.

## Beskrivelse af missionen
Mission Chicago var den 27. serie af luftbårne angreb og blev fløjet med C-47 Skytrain troppetransportfly fra 434th Troop Carrier Group påt RAF Aldermaston. 52 fly trak et tilsvarende antal CG-4A Waco svævefly med 155 tropper, en bulldozer, seksten 57-millimeter (6-punds) antitank kanoner og 25 små køretøjer. Der blev også medbragt 2,5 ton ammunition og 11 ton udstyr, heriblandt en SCR-499 radio til divisionshovedkvarterets kommandopost. 
Chicago var fortrinsvis en artilleriforstærkningsmission. Om bord på 44 svævefly var batteri A og B fra 81. luftbårne antiluftskyts bataljon. De øvrige otte svævefly rummede mindre dele af 326. luftbårne ingeniørbataljon, 101. Signal kompagni, antitank delingen fra 327. luftbårne infanteriregiment og et lægehold fra 326. luftbårne medicinske kompagni. Svæveflyene blev ledsaget af den assisterende leder af divisionen, brigadegeneral Don F. Pratt, som var  udpeget til at lede styrken, der skulle landsættes ved kysten.
Missionen var oprindelig planlagt efter, at svæveflyene skulle lande i tusmørket om aftenen før landsætningerne, men for at beskytte svæveflyene fra beskydning fra jorden, blev tidspunktet flyttet den 27. maj til klokken 4 om morgenen på D-dag, to timer før daggry. Den planlagte destination i Frankrig var Landingszone E, et område som i mindre omfang overlappede med en af faldskærmstroppernes nedkastningszoner (DZ C). Området var valgt, fordi det lå centralt for divisionens operationer og fordi et BUPS luftfyr ("Beacon, Ultra Portable S-band") skulle installeres der, så seriechefen kunne styre derhen ved hjælp af SC-717 søgeradar i de ledende fly.
Landingszonen var et trekantet område 1½ km bred ved vejen mellem les Forges (en bebyggelse syd for Sainte-Mère-Église) og Sainte-Marie-du-Mont. Zone var 2½ km i dybden og dens østlige kant forløb igennem Hiesville, divisionens kommandopost, 3 km vest for Ste. Marie-du-Mont. Udover dens centrale beliggenhed var markerne i zonen i gennemsnit dobbelt så lange som de fleste i nærheden. Mange af markerne var imidlertid omkranset af 13 m høje træer og ikke hække,  som ikke fremgik tydeligt at luftfotos. 

## Svævefly angreb
De første af de 52 fly lettede kl. 1.19. Klart måneskin gjorde det muligt for maskinerne at formere op i 13 grupper med 4 fly og svævefly efter hinanden. Kort efter mistede svæveflyet med kommandopostens radio om bord sit tov og måtte lande. Radioen blev bjærget og sendt med mission Keokuck samme aften, men uheldet betød, at 101. luftbårne division var uden radiokontakt med andre invasionsstyrker, før de fik forbindelse med 4. amerikanske infanteridivision, der kom fra Utah Beach.
Vejret langs ruten havde forbedret sig fra et tykt skydække og tåge ved jorden, som i alvorlig grad havde generet faldskærmssoldaterne to timer tidligere. Fordi de fløj efter hinanden og ikke i tæt formation kunne slæberne og svæveflyene gå ned gennem skyerne uden at bryde formationen. Flyene tiltrak sig beskydning fra jorden og en C-47 og et svævefly faldt ned ved Pont l'Abbé ved Douve-floden, vest for landingszonen. Syv transportfly og adskillige svævefly fik også skader. 
Lederen af 434th TCG blev ledt til landingszone E af et "Eureka" radiofyr, som var blevet opstillet af stifindere, da BUPS radiofyret var blevet beskadiget ved landingen og ikke fungerede. Selv om det var placeret på den forkerte del af landingszonen blev T-markeringen, som bestod af grønne Holophane markeringslys set af piloter i C-47 flyene. Klokken 0354, seks minutter for tidligt, udløste 49 af de 50 resterende fly deres svævefly på det planlagte sted fra en højde på 135 meter over havet. Det 50. fly som var faldet ud af formationen udløste sit svævefly syd for Carentan.
Under det planlagte 270° venstresving efter udløsningen tabte de fleste af Waco svæveflyenes piloter markeringslysene af syne. Månen var ved at gå ned og var skjult af spredte skyer, så uden markeringslysene som referencepunkt kunne svæveflypiloterne ikke længere se landingszonen. Kun seks landene indenfor landingszonen og kun 15 andre i marker indenfor 800 meter. En gruppe på ti landede i en mark ved les Forges. Af de resterende 18 landede alle undtagen en mod øst indenfor en afstand af 3 km. 
Næsten alle styrtede ned på de mindre marker udenfor landingszonen efter at have undgået uventede træer. Den tyske beskydning fra jorden var ineffektiv i mørket, og selv om de fleste svævefly ramte træer eller grøfter, blev de fleste landet uden at tage skade. I et af svæveflyene blev general Pratt dræbt sammen med co-piloten (efterspillet til denne hændelse indgår i fiktionsform i filmen Saving Private Ryan). De samlede tab var 5 døde, 17 sårede og 7 savnede. 
Ved daggry afsendte divisionens kommandopost en stor patrulje for at hjælpe forstærkningerne med at flytte deres udstyr fra de ødelagte svævefly (meget få var så alvorligt beskadigede, at udstyret ikke straks kunne fjernes) og lede dem til Hiesville. Afhentning og samling af udstyret var en langvarig proces: ved middagstid returnerede patruljen med tre jeeps, seks antitank kanoner, 115 mand og 35 tyske fanger. En historiebog fra det amerikanske luftvåben om de luftbårne landsætninger konkluderede, at Mission Chicago var "lykkedes over det forventede".